# Dopha
Sofie Daugaard Andersen, bedre kendt under kunstnernavnet Dopha (født 14. februar 1997 i  Romalt ved Randers). Hun er primært kendt for sange som "The Game", "Happy For Me" og "Pity Party", og for sin deltagelse i TV2-programmet Toppen af Poppen i foråret 2024.

## Baggrund
Sofie "Dopha" er vokset op i Randersforstaden, Romalt, og gik på Tirsdalens Skole. Hun besluttede allerede i 8. klasse, at hun ville forfølge drømmen om en karriere inden for musik. Og på Vestbirk Musikefterskole og siden på musiklinjen ved Paderup Gymnasium blev drømmene forstærket i mødet med andre musikinteresserede unge.
I et interview med TV2 i forbindelse med deltagelsen i 13. sæson af "Toppen af Poppen" har hun forklaret, at hun som 10-årig var så glad for at synge, at hun lavede hjemmetegnede billetter til sit 'sangshow', når familien havde gæster på besøg. Interessen for sang og musik holdt ved, og Sofie fik til sidst overtalt forældrene til at købe et hvidt flygel - et instrument, hun fortsat skriver nye sange ved.
I samme interview afslørede hun også, at kælenavnet 'Dopha' går helt tilbage til barndommen, hvor naboen og veninden, Merle, lavede rim med navnet 'Sofie', der således blev til 'Sophie-Dophie, Dopha'.

## Karriere
Som 13-årig lykkedes det Sofie Daugaard Andersen at komme med i Disney Channels danske version af "My Camp Rock". Til sin egen store overraskelse gik hun videre til finalen i Sverige, hvor hun med sangen "Here I Am"' blev nummer 2.
I 2012, dukkede 'Dopha' påny op på TV, da hun med sangen "En Lille Del Af Mig" blev en af de ti deltagende sange i det års udgave af MGP.
Efter studentereksamen i 2017 drog hun til Aarhus for at søge optagelse på det konservatorieforberedende studie, MGK. Her blev hun imidlertid afvist, da man vurderede, at Sofie "ikke havde kunstnerisk potentiale".
Trods skuffelsen fortsatte hun ufortrødent med at arbejde med sine numre, og 22. januar 2021 udkom debutalbummet "The Game", hvor særligt sangene "Happy For Me" og "The Game" klarede sig godt. Den første nåede 2. pladsen på den danske Airplay Chart og 10 uger i top-10, mens den anden blev DR P3's "Ugens Uundgåelige" - en præstation hun gentog med sangen "Frenemies" i 2022.
7. juni 2024 udkom Dopha med sin første sang på dansk. Singlen "Puff" blev til efter deltagelsen i TV2's udsendelse "Toppen af Poppen" (sæson 13), hvor hun skulle fortolke sangtekster af bl.a. Anne Linnet, Peter Sommer og Medina. Det gav hende mod på selv af prøve kræfter med modersmålet. Sangen, som ifølge Dopha selv er inspireret af børneklassikeren "Puff, den magiske drage", blev første gang spillet live på Jelling Musikfestival i maj samme år.
Dopha har lejlighedsvis arbejdet sammen med den færøske musiker Beinir. Første gang var på debutalbummet "The Game", hvor den færøske sangskriver gæsteoptrådte på nummeret "I'm Not Crying, You Are". 5. juli 2024 var det imidlertid Dophas tur til at være gæst - denne gang på Beinirs sang "When I Open My Eyes".

## Teater
I 2024 skabte Dopha sammen med guitaristen Nicholas Kincaid musikken til den danske udgave af Charles Dickens' historie "Et juleeventyr". Forestillingen, der havde skuespiller Søren Hauch-Fausbøll i hovedrollen, spillede på Randers Teater fra 28. november til 19. december 2024.
Musikken fik fine ord med på vejen - blandt af anmelder Christian Skovgaard Hansen, der til "Ungt Teaterblod" skrev:
"Sofie Daugaard (Dopha) og Nicholas Kincaid har komponeret nogle ganske vellykkede sange, som synges live af de forskellige medvirkende".

## Priser
I 2021 vandt Dopha Carl Prisen i kategorien "Årets Talent", og blev samme år nomineret til Danish Music Awards i kategorien "Årets Nye Danske Livenavn". Året efter opnåede Dopha endnu en nominering; denne gang som årets "P3 Talent" ved DR P3 Guld.

## Privatliv
Dopha har siden 2018 boet i København. Hun har en storebror, der spiller amerikansk fodbold på eliteplan, en mor, der er psykiatrisk sygeplejerske, mens hendes far er ingeniør. Sidstnævnte spiller dog også både bas og guitar.

## Diskografi

### Album
- The Game (2021)

### EP'er
- Whatever (2023)

### Singler
- September Till June (2019)
- The Game (2020)
- Happy For Me (2020)
- Puff (2024)

## Eksterne henvisningier
- Dopha på DR musik
- Dopha på Discogs
- Dopha på MusicBrainz